# Hands on Me
Hands on Me è un singolo della cantautrice statunitense Vanessa Carlton, pubblicato il 18 febbraio 2008 come secondo e ultimo estratto dal terzo album in studio Heroes & Thieves. Il singolo è stato scritto dalla stessa cantante e Stephan Jenkins e prodotto da quest'ultimo.

## Video musicale
Il video è diretto da Marc Kasfeld (lo stesso regista dei video per A Thousand Miles, Ordinary Day e Nolita Fairytale). La clip si alterna a scene dove la cantante suona il pianoforte e scene dove la cantante si trova stesa in un letto, il quale sembra trovarsi in un bosco. Il video continua con la cantautrice e un uomo, entrambi in ginocchio sul letto, che si accarezzano. Successivamente il gesto viene continuamente svolto e ripetuto da altre persone fino a quando non torna la scena con la cantante e l'uomo, il quale si alza e si allontana.

## Tracce
CD Singolo (Stati Uniti)
1. Hands on Me – 3:06

## Classifiche
| Classifica (2008)          | Posizione massima |
| -------------------------- | ----------------- |
| Stati Uniti (adult top 40) | 30                |